# Tâmega
Il Tâmega è una subregione statistica del Portogallo, parte della regione Nord, che comprende parte del distretto di Porto, del distretto di Braga, del distretto di Vila Real, del distretto di Viseu e del distretto di Aveiro. Confina a nord con l'Ave e l'Alto Trás-os-Montes, ad est con il Douro, a sud con il Dão-Lafões e l'Entre Douro e Vouga e ad ovest con la Grande Porto.

## Suddivisioni
Comprende 15 comuni:
- Amarante [città]
- Baião
- Cabeceiras de Basto
- Castelo de Paiva
- Celorico de Basto
- Cinfães
- Felgueiras [città]
- Lousada
- Marco de Canaveses [città]
- Mondim de Basto
- Paços de Ferreira [città]
- Paredes  [città]
- Penafiel [città]
- Resende
- Ribeira de Pena